# André Hubert Dumont
Pour les articles homonymes, voir Dumont.
Ne pas confondre ni avec son fils André Dumont (1847-1920, découvreur du charbon en Campine) ni avec l'homme politique français André Dumont (1764-1838).
André Hubert Dumont, né le 15 février 1809 à Liège et mort dans la même ville le 28 février 1857, est un géologue et minéralogiste belge. Professeur de minéralogie et de géologie à l'université de Liège, dont il deviendra recteur, il est principalement connu pour avoir établi la première carte géologique de Belgique.

## Biographie

### Carrière
Il est initié très jeune par son père, ingénieur des mines, et par son oncle Barthélemy Dumont, chimiste. À l'âge de 15 ans, son père l'envoie à Paris, chez des parents, pour y apprendre le commerce ce qui n’intéresse pas du tout le jeune André Hubert. Il revient à Liège et, le 27 janvier 1827 — alors qu'il n'a pas encore 18 ans —, il réussit l'examen de géomètre et obtient directement un emploi dans une houillère de la région liégeoise.
Dès 1828, il se présente au concours de 1830 de l'Académie des sciences de Bruxelles. Cette académie le récompense d'une médaille d'or le 5 mai 1830 pour son mémoire, posant les jalons de ses futurs travaux, reposant sur la description de la constitution géologique de la province de Liège. Ce mémoire lui permettra aussi d'obtenir, en 1840, la médaille Wollaston de la Société géologique de Londres.
Ce succès au concours de Bruxelles l’incite à poursuivre ses études et, le 14 janvier 1835, il reçoit, de l'université de Liège, le diplôme de docteur en sciences physiques et mathématiques. Le 5 décembre 1835, l'université lui offre une chaire de professeur extraordinaire de minéralogie et de géologie. Chaire qu'il conservera jusqu'à sa mort.
Le 31 mai 1836, un arrêté royal le charge d'une mission complètement nouvelle dans l'industrie du charbon : faire la carte géologique des quatre provinces du sud de la Belgique. Dix-huit mois plus tard, le 25 septembre 1837, il obtient du gouvernement la même mission pour les provinces du Nord.
En 1849, Dumont présenta en primeur aux membres de l’Académie un exemplaire manuscrit de la carte gélogique de la Belgique.  
En 1851 et 1852, il présenta à l’Académie deux grands mémoires qui devaient devenir les deux premiers chapitres de ses écrits accompagnant les cartes géologiques. 
En 1853 paraissent les premiers exemplaires de la carte de neuf pages à l’échelle de 1:160.000e édités aux presses de l’Établissement Géographique de Bruxelles de Philippe Vandermaelen.  « Une des plus belles œuvres que la géologie ait produites », c’est en ces termes que le géologue Edouard Dupont décrivait cette réalisation. La réaction du gouvernement fut marquée par le dépit face au retard pris par le travail alors que Dumont, pour sa part, avait du mal à avaler la réaction réservée du ministre Charles Rogier. La carte de 1853 était la première à cartographier l’ensemble du sol et les affleurements géologiques de la Belgique. Quant aux unités stratigraphiques pour lesquelles Dumont n’avait trouvé aucun équivalent étranger, il avait créé des noms qui renvoyaient à des lieux belges tels que le tongrien ou le bruxellien et dont la plupart sont encore utilisés. Il y eut encore en 1857 une « Carte géologique de la Belgique et des provinces voisines » à l’échelle de 1:800.000e.
La liaison avec les cartes similaires des pays avoisinants est donc rendue difficile ce qui lui est reproché par certains de ses collègues. Dumont pallie ce défaut par l'établissement de cartes plus détaillées montrant les jonctions entre sa carte et celles des pays voisins.

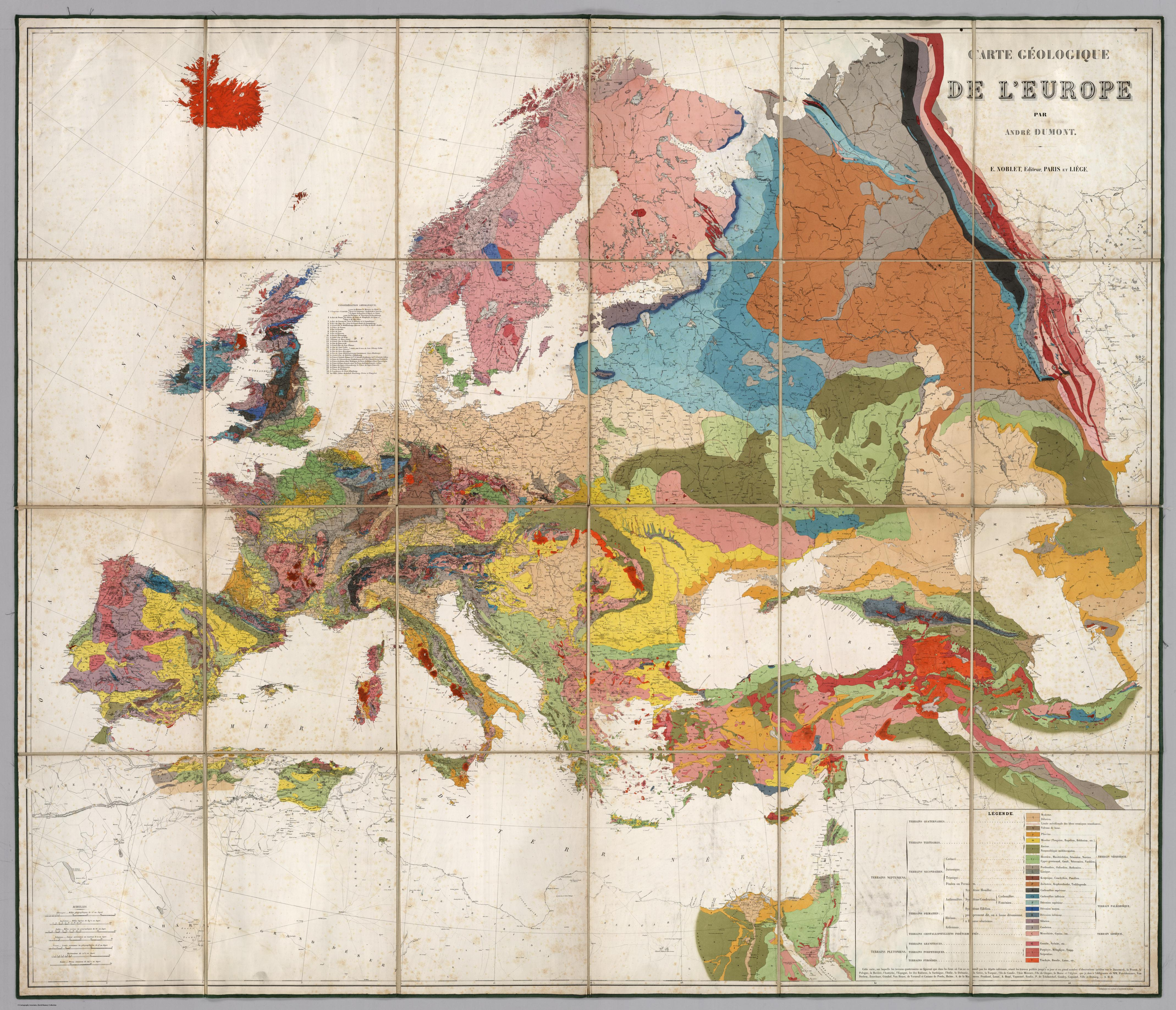
Carte géologique de l'Europe, faite par André Hubert Dumont mais publiée en 1875, 18 ans après sa mort.

 Il a plus tard, sans pouvoir le faire aboutir avant sa mort, le projet d'une carte géologique de l'Europe, utilisant les travaux faits dans d'autres pays, après avoir retrouvé, lors de ses voyages, sur les rives du Bosphore et en Espagne les traits caractéristiques des formations géologiques qu'il avait, jadis, identifiées dans les Ardennes et le Condroz.
Deux ans avant sa mort à 48 ans, il est élu recteur de l'université de Liège.

### Vie privée
Né à Liège le 15 février 1809, il est le fils de Jean-Baptiste Dumont — un ingénieur du corps des mines, qui l'initie très jeune à sa spécialité — et de Barbe Sarton — une fille de l'horloger Hubert Sarton —. Il est fils unique.

Dès l'école primaire, il est passionné par l'histoire naturelle, constitue un herbier et collectionne les minéraux. Artiste, il est également doué pour le dessin et le piano.
En 1841, il se marie avec Amélie de Jaer avec qui il a trois fils : Jean-Baptiste, Jules et André.
Son fils, du même prénom, André Dumont (1847-1920) fut également géologue et mais aussi ingénieur des mines et professeur à l'université de Louvain. C'est lui qui réalisa les premiers sondages profonds qui aboutirent à la découverte des couches de houille dans le Limbourg  en Campine en 1901. 
André Hubert Dumont meurt à Liège à 48 ans, le 28 février 1857. Son oraison funèbre est prononcée en la collégiale Saint-Denis — paroisse du défunt — par l'évêque de Liège, Théodore de Montpellier.

## Ouvrages didactiques
- Description géologique de la province de Liège, Bruxelles, M. Hayez, 1832, (OCLC 9036001)
- Tableaux analytiques des minéraux, Bruxelles, M. Hayez, 1839, (OCLC 457340419)
- Mémoire sur les terrains ardennais et rhénan de l'Ardenne, du Brabant et du Condroz, Bruxelles, Académie royale des sciences, des lettres et des beaux-arts de Belgique, 1847, (OCLC 311421115)
- La Carte géologique de la Belgique et des contrées voisines représentant les terrains qui se trouvent en dessous du limon hesbayen et du sable campinien au 800 000 e, Bruxelles, Établissement géographique, Ph. Vandermaelen, 1853, (OCLC 71502052)

## Hommages
- Le 5 mai 1830, médaille d'or de l'Académie des sciences de Bruxelles pour sa description de la constitution géologique de la province de Liège ;
- en 1840, médaille Wollaston de la Société géologique de Londres ;
- le 15 novembre 1855, médaille d'honneur à l'Exposition universelle de 1855 dans la catégorie « Commerce et industrie » ;
- ordre de Léopold :
  - le 14 décembre 1846, nommé chevalier,
  - le 8 décembre 1854, nommé officier,
  - en 1855, nommé commandeur ;
- en 1855, ordre royal de l'Étoile polaire.

## Mémoire
- 1856 : buste par Louis-Eugène Simonis, au palais des Académies à Bruxelles ;
- 1866 : statue par Louis-Eugène Simonis, place du Vingt-Août à Liège, inaugurée le 17 juillet 1866 par le roi Léopold II.